# Лёгкий (тендер)
«Лёгкий» — тендер Черноморского флота Российской империи, находившийся в составе флота с 1835 по 1855 год. Во время службы принимал участие в действиях флота у кавказского побережья, находился в распоряжении русского посланника в Греции и использовался в качестве брандвахтенного судна, а во время Крымской войны был затоплен в Севастополе при оставлении города гарнизоном.

## Описание судна
Парусный одномачтовый тендер с деревянным корпусом. Длина судна составляла 20,5—20,6 метра, ширина — 7,4 метра, осадка 3,3 метра, а глубина интрюма — 3,7 метра. Артиллерийское вооружение судна состояло из 10 или 12 орудий, включавших две 3-фунтовые чугунные пушки и десять 12-фунтовых карронад.

## История службы
Тендер «Лёгкий» был заложен на стапеле Николаевского адмиралтейства 12 (24) сентября 1834 года и после спуска на воду 6 (18) июля 1835 года вошел в состав Черноморского флота России. Строительство вёл кораблестроитель штабс-капитан Г. В. Афанасьев.
В кампанию с 1836 года участвовал в операциях отрядов кораблей Черноморского флота у кавказских берегов Чёрного моря. В 1837 и 1838 годах находился в Греческом Архипелаге в распоряжении русского посланника в Греции.
С 1839 по 1841 год вновь привлекался к операциям Черноморского флота у берегов Кавказа. При этом 3 (15) мая 1839 года принимал участие в высадке десанта в устье реки Субаши в составе эскадры под командованием вице-адмирала М. П. Лазарева.
В кампании с 1843 по 1853 год нёс брандвахтенную службу в Евпатории.
Принимал участие в Крымской войне. В 1854 и 1855 годах находился в готовности в Севастополе, где был затоплен в 1855 году при оставлении города гарнизоном
В 1857 году тендер был поднят со дна и разобран.

## Командиры судна
Командирами тендера «Лёгкий» в составе Российского императорского флота в разное время служили:
- В. Е. Храповицкий (до июля 1836 года);
- А. Д. Варницкий (с июля 1836 года до августа 1839 года);
- П. Д. Протопопов (с августа 1839 года);
- В. Е. Храповицкий (1840—1841 годы);
- А. А. Фролов (1842—1843 годы);
- М. И. Флуки (1844—1848 годы);
- Н. М. Крузе (1849—1852 годы);
- Н. П. Драгопуло (1853—1854 годы).